# Leisure Suit Larry 7: Yacht nach Liebe!
Leisure Suit Larry 7: Yacht nach Liebe! ist ein Point-and-Click-Adventure-Computerspiel, das von dem Team um Al Lowe entwickelt und von Sierra On-Line am 26. November 1996 für Windows veröffentlicht wurde. Es ist Teil der Reihe Leisure Suit Larry und der Nachfolger zu Leisure Suit Larry 6: Reiß’ auf oder schieb ab!. Mit Leisure Suit Larry: Wet Dreams Don’t Dry existiert ein Nachfolger. Leisure Suit Larry 7: Yacht nach Liebe! wurde bei GOG.com mit vorkonfigurierter ScummVM digital wiederveröffentlicht.

## Spielprinzip
Der Spieler navigiert den Protagonisten Larry Laffer mit der Maus frei durch ein Kreuzfahrtschiff und löst nach und nach nicht lineare Rätsel. Der Deckplan dient dabei als Übersicht. Zusätzlich gibt es noch ein Suchspiel Wo ist Dildo?, das an das Kinderbuch Wo ist Walter? angelehnt ist. Dem Spiel sind Geruchskarten beigelegt, an denen zu passenden Zeitpunkten im Spiel gekratzt und ein eingeprägter Geruch freigesetzt werden kann.

## Entwicklung
Designer Al Lowe stellte zunächst eine Liste möglicher Schauplätze zusammen, an denen dem Protagonisten Dinge widerfahren. Aus dieser Liste von Ideen und Gags wurden in einer Autorenkonferenz ungeeignetes verworfen. Erst im Nachgang wurde Spielziel und Handlung erdacht und in ein Designdokument verschriftlicht, dass dann gezeichnet und ausprogrammiert wurde. Die Musik wurde von einer Band in den Studios von Chick Corea live eingespielt. Al Lowe spielte den Saxophon-Auftritt im Casino ein. Inhalte wurden geschnitten, damit es genau auf eine CD-ROM passt, um Medienwechsel zu vermeiden.

## Rezeption
Die Spieldauer sei kurz, da die Örtlichkeiten überschaubar bleiben, ebenso wie die Gegenstände im Inventar. Im Vergleich zu den Vorgängern seien die Rätsel aber logischer. Die erstmals live eingespielte Hintergrundmusik sei positiv hervorzuheben. Die Benutzeroberfläche sei innovativ und sehr praktikabel. Der englische Wortwitz sei bei der Übersetzung teils verloren gegangen. Es rangiere qualitativ unterhalb von Toonstruck oder Down in the Dumps. Innerhalb der Reihe handele es sich aber um eine erhebliche Steigerung zum Vorgänger. Der schlüpfrige Humor bleibe Geschmacksfrage. Optisch sei es dem Vorgänger sehr ähnlich und zum drei Jahre späteren Veröffentlichungszeitpunkt nicht mehr ganz adäquat.
Das Fachmagazin Adventure Gamers ordnete Leisure Suit Larry: Love for Sail! 2011 in seiner Liste Top 100 All-Time Adventure Games auf Platz 71 ein.